# St. Lunaire Bay
St. Lunaire Bay is een baai van ongeveer 10 km² in de Canadese provincie Newfoundland en Labrador. De baai bevindt zich in het uiterste noordoosten van het Great Northern Peninsula, het meest noordelijke gedeelte van het eiland Newfoundland.

## Geografie
St. Lunaire Bay telt een groot aantal kleine eilandjes en rotsen, waaronder twee relatief grote eilanden: Nymph Island (0,52 km²) en Granchain Island (0,42 km²). De baai is voor schepen enkel toegankelijk langs de noordzijde van Granchain Island, waar het eiland net geen kilometer verwijderd is van het "vasteland" van Newfoundland.
Er bevindt zich één dorp aan de baai, namelijk de aan de noordoever gelegen plaats St. Lunaire. De noordoever van de baai is bereikbaar via provinciale route 436, de baan waaraan St. Lunaire gelegen is.

## Geschiedenis
Franse vissers waren reeds in de 16e eeuw actief in en rond St. Lunaire Bay, toen een onderdeel van de Franse kust van Newfoundland. Op Granchain Island zijn nog overblijfselen van Franse broodovens vindbaar. De baai dankt hieraan zijn eveneens duidelijk Franstalige plaatsnaam.
De kleine baai werd voor het eerst in detail in kaart gebracht in 1784 door de Franse zeevaarder Guillaume Liberge de Granchain, naar wie een eiland vernoemd werd.

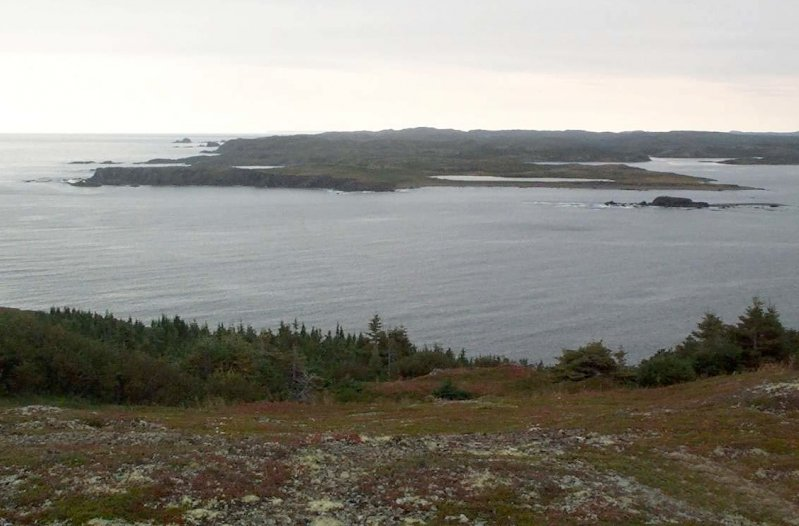
Zicht op de baai vanaf de omgeving ten zuidoosten van St. Lunaire. Granchain Island is het eiland aan de overkant van het water; ervoor ligt Flat Rock. Schepen kunnen de baai enkel tussen Newfoundland en Flat Rock binnenvaren